# Бравый солдат Швейк (фильм)
«Бравый солдат Швейк» (чеш. Dobrý voják Švejk) — художественный фильм 1957 года, снятый чешским режиссёром Карелом Стеклы. Экранизация первой части знаменитого произведения Ярослава Гашека «Похождения бравого солдата Швейка во время мировой войны». Продолжение — «Швейк на фронте».

## Сюжет
В фильме использован сюжет первой части «Похождений Швейка» — «В тылу».
Узнав от своей квартирной хозяйки о покушении в Сараево, Швейк идёт в трактир «У чаши», где подвергается аресту за неосторожные высказывания. В полицейском управлении он наблюдает товарищей по несчастью, арестованных, как и он, в связи с последними событиями.
Из полицейского управления его направляют на медицинскую комиссию, где его признают обладателем полной психической отупелости и врождённого кретинизма. Вернувшись домой, Швейк узнаёт, что его комната сдана новому нанимателю, и хозяйка выставляет его вон.
Была объявлена мобилизация, и после очередного медицинского освидетельствования Швейк был признан симулянтом и отправлен сначала в госпиталь, а затем в гарнизонную тюрьму.
Сидя в тюрьме, он разрыдался на проповеди фельдкурата Отто Каца, и тот взял его к себе денщиком. Швейк стал настоящей находкой для вечно пьяного полкового священника. Он находит выход из любой ситуации, выставляет на улицу назойливого кредитора Каца и помогает фельдкурату достать денег на выпивку и оплату долгов.
У фельдкурата не было причин быть недовольным Швейком, но он, сам не желая того, проиграл своего денщика в карты поручику Лукашу. С ангельской невозмутимостью бравый солдат стал улаживать дела своего нового господина. В основном это касалось женщин и связанных с ними хлопот и неудобств. Возникающие недоразумения поручик списывал на идиотизм Швейка, и они уживались довольно сносно.
Но всему приходит конец. Лукашу захотелось собаку, и Швейк, в прошлом профессиональный торговец крадеными псами, достал ему замечательного пинчера. На беду, собака принадлежала их полковнику Фридриху Краусу фон Циллергуту, который в наказание за такую недопустимую наглость отправил поручика вместе со Швейком в маршевый батальон, отбывающий на фронт.

## В ролях
- Рудольф Грушинский — Йозеф Швейк
- Милош Копецкий — фельдкурат Кац
- Сватоплук Бенеш — поручик Лукаш
- Франтишек Филиповский — сыщик Бретшнейдер
- Божена Гавличкова (Bozena Havlickova) — пани Вендлерова
- Йозеф Глиномаз — трактирщик Паливец
- Ева Свободова (Eva Svobodová) — пани Мюллерова
- Бедржих Врбский (Bedrich Vrbský) — доктор Грюнштейн
- Богуслав Загорский — обходник Вендлер
- Станислав Нейман — старый врач
- Ярослав Войта — председатель благотворительного кружка в Годковичках «Добролюб», третий заговорщик
- Владимир Ржепа — арестант в шляпе
- Отто Лацкович — офицер на вечеринке
- Вацлав Трегль — невинный заключённый
- Йозеф Кемр

## Советский дубляж
Фильм дублирован на русский язык на киностудии «Ленфильм» в 1957 году. Режиссёр дубляжа — Сергей Гиппиус. Советская прокатная копия чёрно-белая и короче чехословацкого оригинала на 10 минут. В советские времена фильм показывали по Центральному телевидению ежегодно, в 5 утра 1 января.

### Роли дублировали
- Павел Суханов — Швейк
- Борис Рыжухин — фельдкурат Отто Кац
- Cергей Рябинкин — поручик Лукаш
- Сергей Боярский — Бретшнейдер
- Александр Арди — доктор Грюнштейн
- Галина Короткевич — пани Вендлерова
- Елизавета Уварова — пани Мюллерова

## Съёмочная группа
- Авторы сценария: Ян Галек, Карел Стеклы
- Режиссёр: Карел Стеклы
- Оператор: Рудольф Стагл
- Художник: Борис Моравец
- Композитор: Ян Сейдель
- Монтаж: Мирослав Гайек

## Создание

### Предыстория
Ещё до Карела Стеклы несколько чехословацких и зарубежных режиссёров пытались экранизировать роман Гашека. Первые версии появились в эпоху немого кино. В 1926 году режиссёр Карел Ламач снял фильм «Бравый солдат Швейк», в котором главную роль исполнил Карел Нолл, ранее игравший Швейка в нескольких театральных постановках. Сценарий к этому фильму написал Вацлав Вассерман. Затем творческий тандем Ламач — Вассерман — Нолл выпустил в том же 1926 году продолжение — «Швейк на фронте». Карел Нолл сыграл Швейка ещё в двух фильмах — «Швейк в русском плену» (1926, режиссёр Сватоплук Иннеманн, по роману Карела Ванека) и «Швейк в гражданской жизни» (1927, режиссёр Густав Махаты).
В эпоху звукового кино режиссёр Мартин Фрич вернулся к оригинальному роману Гашека. В 1931 году он снял фильм «Бравый солдат Швейк». Сценарий вновь написал Вацлав Вассерман, но главную роль вместо Карела Нолла исполнил Саша Рашилов. В годы Второй мировой войны к теме Швейка вернулся Карел Ламач, в 1943 году снявший в Великобритании фильм «Новые похождения Швейка». Действие было перенесено в современность, а Швейк стал плутоватым слугой начальника гестапо. В том же году одноимённый фильм выпустил советский режиссёр Сергей Юткевич. Действие также разворачивалось в современности; Швейк помогал балканским партизанам бороться против нацистской армии.
В 1954 — 1955 годах режиссёр Иржи Трнка выпустил трёхчастный кукольный мультфильм «Бравый солдат Швейк». Из романа Гашека он выбрал три эпизода, которые перевёл на особый художественный киноязык, сохранив литературные особенности оригинала в закадровом тексте, зачитанном Яном Верихом.

### Производство
Двухчастная экранизация Карела Стеклы по сравнению с предыдущими версиями отличается максимальной верностью литературному оригиналу в отношении сохранения персонажей и последовательности событий. В первом фильме дилогии, «Бравый солдат Швейк», сохранены все известные эпизоды романа до отъезда Швейка на фронт: арест Швейка в пивной «У чаши», полицейский допрос, призыв в армию, служба денщиком у фельдкурата Каца и поручика Лукаша и отправка в Ческе-Будеёвице.
Фильм был снят в творческой группе «Feix-Daniel» киностудии «Баррандов». На кастинг исполнителей главной роли были приглашены Рудольф Грушинский, Рудольф Дейл-младший, Любомир Липский и Карел Грды, который играл Швейка в Пардубицком театре. В итоге на роль Швейка был выбран Грушинский, чьё исполнение этой роли — наряду с Милошем Копецким в роли фельдкурата Каца — по мнению современного критика Яна Кржипача, относится к главным достоинствам фильма. Образ Швейка в фильме трактуется в духе времени, как своего рода «народный» герой.

## Премьера и критика
Мировая премьера фильма состоялась 6 июля 1957 года на 10-м Международном кинофестивале в Карловых Варах. «Бравый солдат Швейк» участвовал в основном конкурсе наряду с такими фильмами, как «Человек на рельсах» Анджея Мунка и «Господин учитель Ганнибал» Золтана Фабри. Это вызвало нарекания со стороны чехословацких критиков. В частности, Иван Дворжак из двухнедельника «Кино» писал, что «Швейк» — ничем не примечательный средний фильм, и непонятно, чем руководствовались лица, включившие его в программу фестиваля. В качестве лучших кандидатов Дворжак назвал фильмы «Сентябрьские ночи» Войтеха Ясного, «Игры с чёртом» Йозефа Маха, «Непобеждённые» Иржи Секвенса, «Жизнь поставлена на карту» Иржи Вайса и «Потерянные дети» Милоша Маковца (последний фильм представлял Чехословакию на Каннском кинофестивале 1957 года).
Премьера «Швейка» в чехословацких кинотеатрах состоялась 23 августа 1957 года. Кроме того, фильм демонстрировался на VI Международном фестивале молодёжи и студентов в Москве.
Несмотря на критику, «Бравый солдат Швейк» оказался хорошим коммерческим продуктом. Он был закуплен рядом стран не только коммунистического блока, но и Запада. При этом особенное внимание со стороны критики фильм получил во Франции. Левый журнал «Les Lettres Françaises» писал, что картина первоначально должна была представлять Чехословакию на Каннском кинофестивале, но затем была снята — по-видимому, из-за острой антиклерикальной сатиры. О неслыханно смелом антиклерикализме «Швейка» писал также журнал «Image et Son», который, в частности, отметил сцену вечеринки у фельдкурата как «сатирическую дерзость». Известный журнал Cahiers du cinéma сравнил «Швейка» с комедиями братьев Маркс и Джерри Льюиса; при этом статья о фильме была опубликована в мартовском номере за 1959 год, по соседству с рецензиями на такие фильмы, как «Головокружение» Альфреда Хичкока и «Красавчик Серж» Клода Шаброля.

## Номинации
1957 — 10-й Международный фестиваль в Карловых Варах: Хрустальный глобус

## Разные версии фильма
«Бравый солдат Швейк» — один из немногих чешских фильмов, которые были сняты в двух вариантах. Один из этих вариантов считался окончательным, а второй — запасным. Для каждого варианта использовались разные дубли, поэтому они отличаются кадрами. Вторая часть дилогии, «Швейк на фронте», снималась уже только в одном варианте.

## Реставрация
В 2016 году Национальный киноархив Чехии завершил цифровую реставрацию фильмов «Бравый солдат Швейк» и «Швейк на фронте». Для оцифровки «Бравого солдата Швейка» был выбран второй негатив фильма. Утраченные кадры со вступительными титрами были восполнены с одной из прокатных копий.
Премьера отреставрированной версии «Бравого солдата Швейка» состоялась в Кралупах-над-Влтавой 18 апреля 2016 года. На премьере присутствовал внук Ярослава Гашека Ричард. 9 августа 2017 года вышло двухдисковое издание Blu-ray обоих фильмов.